# Dorfkirche Barnebeck

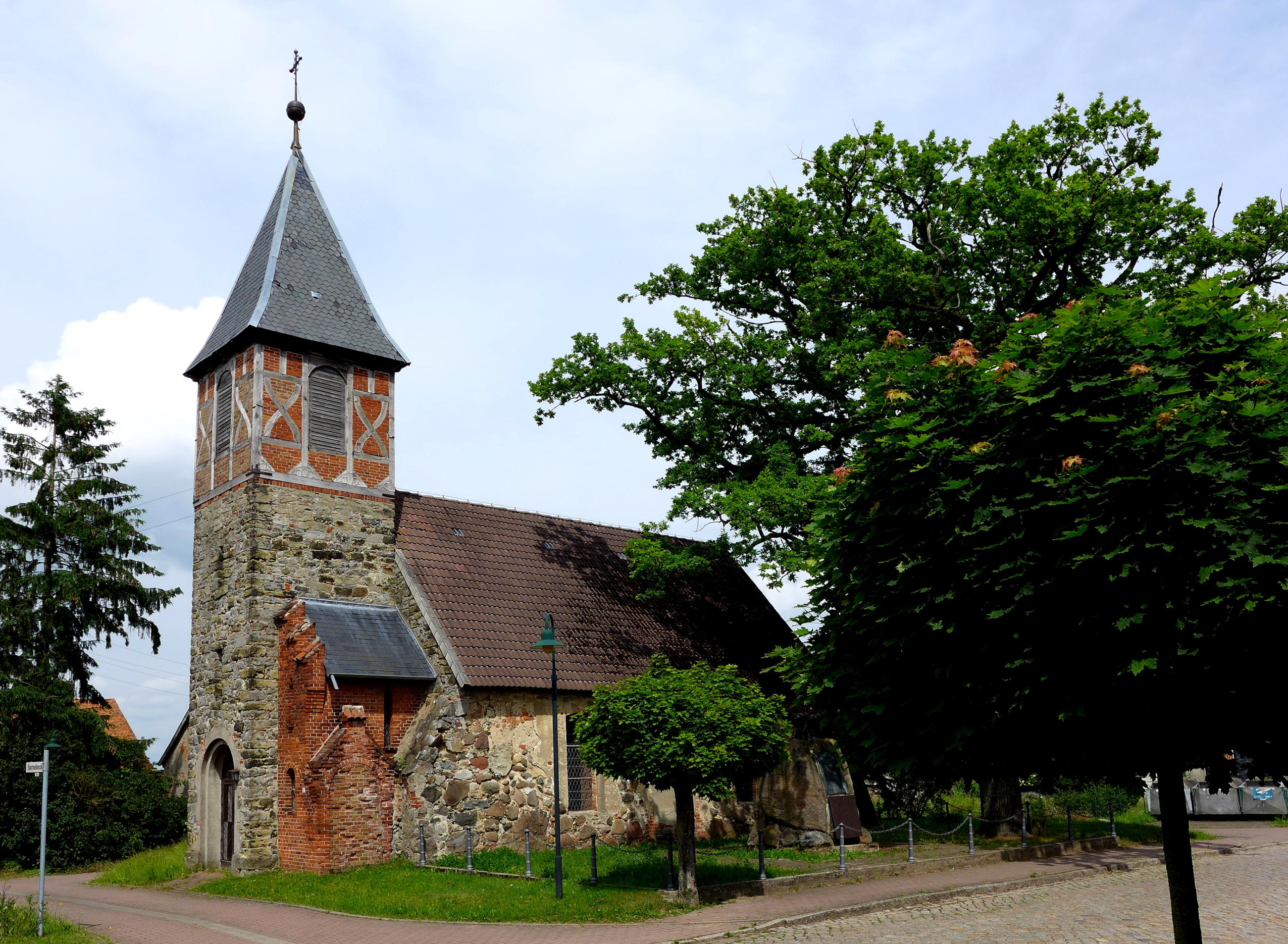
Dorfkirche Barnebeck

Die evangelische Dorfkirche Barnebeck ist eine spätmittelalterliche, späthistoristisch überarbeitete Saalkirche im Ortsteil Barnebeck von Salzwedel im Altmarkkreis Salzwedel in Sachsen-Anhalt. Sie gehört zum Pfarrbereich Osterwohle-Dähre im Kirchenkreis Salzwedel der Evangelischen Kirche in Mitteldeutschland (EKMD).

## Geschichte und Architektur
Die Dorfkirche Barnebeck wurde 1443 erstmals erwähnt. Sie ist im Kern ein spätmittelalterlicher Rechtecksaal aus unregelmäßigem Feldsteinmauerwerk. Die Fenster wurden im 18. oder 19. Jahrhundert verändert. Zu Anfang des 20. Jahrhunderts wurde der quadratische Westturm angebaut sowie Dach und Giebel erneuert, wobei bewusst mit unterschiedlichen Materialien und Stilen gearbeitet wurde: die unteren Turmgeschosse und die Apsis sind aus behauenem Bruchstein in einfachen romanischen Formen erbaut, ein Anbau im südlichen Winkel zwischen Turm und Schiff ist in Backstein gearbeitet, das Glockengeschoss des Turms ist eine Fachwerkkonstruktion mit geschweiften Andreaskreuzen und Fächerrosetten in der Art des 16. Jahrhunderts.
Das Innere ist weitgehend im Zustand des frühen 20. Jahrhunderts erhalten, die Ausmalung erfolgte durch Reinhold Ebeling aus Hannover und ist auf das Jahr 1904 datiert; an der Balkendecke ist eine Schablonenmalerei im germanischen Tierstil, in der Sockelzone der Apsis eine gemalte Marmorinkrustation. 

## Ausstattung
Aus der gleichen Zeit stammen die neuromanische Altarmensa, der Altarkruzifixus, die Kanzel, das Gestühl und die Westempore.
Wenige spätgotische Schnitzfiguren haben die Zeiten überdauert und gelangten vom Dachboden der Kirche ins Danneil-Museum nach Salzwedel: ein stehender Bischof aus der Zeit um 1470, ein stark zerstörter Christophorus und ein Jesuskind ohne Kopf. Es wird daher angenommen, dass diese Figuren zu einem mittelalterlichen Altarschrein gehörten. Von den 1917 vorhandenen zwei Glocken ist nur noch eine von Franz Schilling aus Apolda aus dem Jahr 1904 erhalten.